# ۸ اسپروس استریت
۸ اسپروس استریت (به انگلیسی: 8 Spruce Street) که در اصل با عنوان برج بیکمن (Beekman Tower) شناخته می‌شود، در حال حاضر به نام نیویورک بای گری (New York by Gehry) به بازار عرضه شده‌است. این آسمان‌خراش که دارای ۷۶ طبقه می‌باشد توسط فرانک گری طراحی شده‌است. این ساختمان در محله منهتن در شهر نیویورک در ایالات متحده آمریکا قرار دارد.
برج بیکمن درست در جنوب سیتی هال پارک و پل بروکلین قرار دارد. ساخت آن از سال ۲۰۰۶ آغاز شد و در ۲۰۱۱ میلادی بازگشایی شده‌است. این ساختمان ۲۶۷ متری که هر طبقه آن ۹۳۰۰۰ متر مربع مساحت دارد، دارای کاربری‌های مختلف می‌باشد.

## نگارخانه

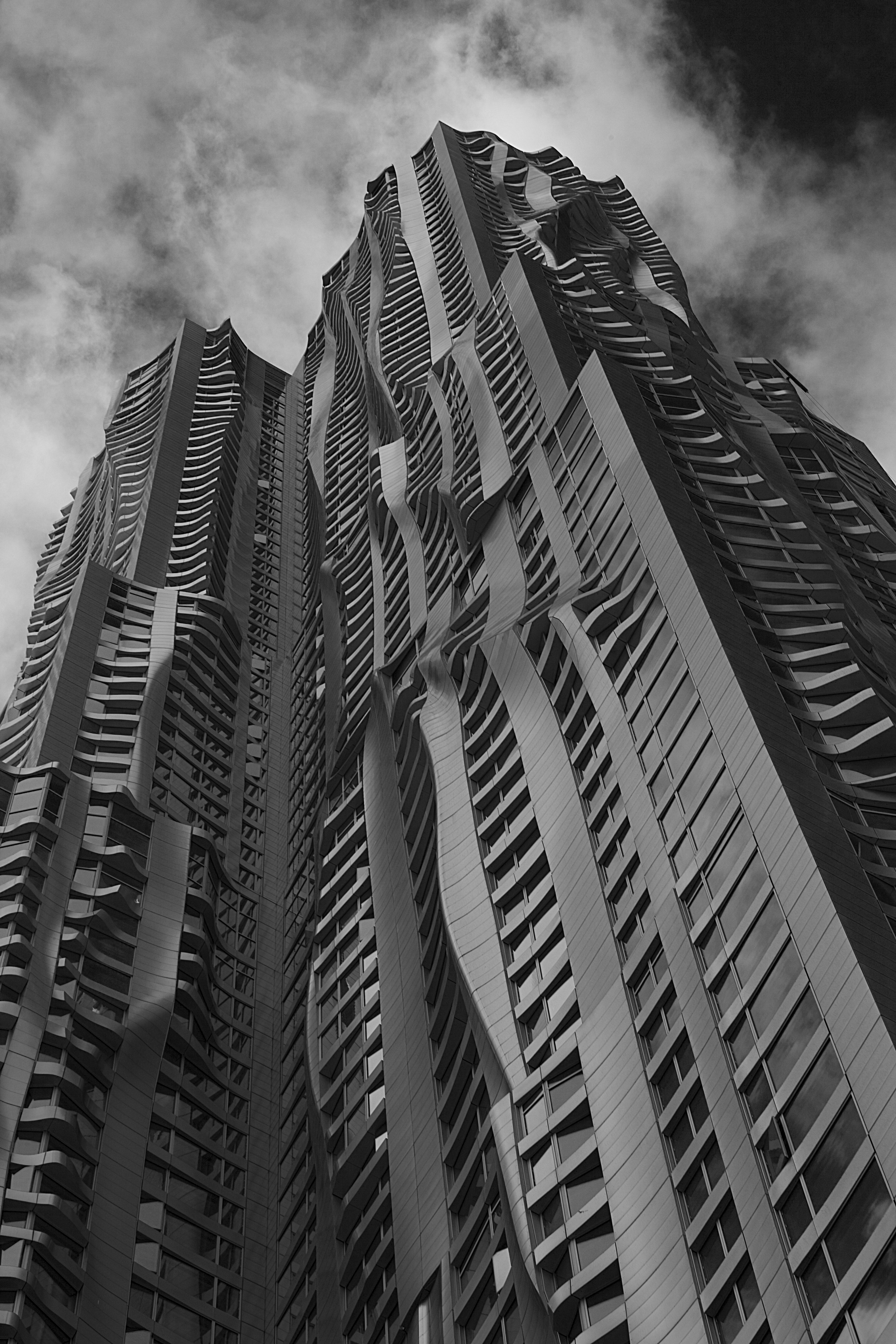